# Delta Profronde 2007
La Delta Profronde 2007, quarantasettesima edizione della corsa, valida come evento del circuito UCI Europe Tour 2007 categoria 1.1, fu disputata il 16 giugno 2007 per un percorso di 199 km. Fu vinta dal francese Denis Flahaut al traguardo in 4h 11' 06" alla media di 47,55 km/h.
Alla partenza erano presenti 153 ciclisti, dei quali 54 portarono a termine la gara.

## Ordine d'arrivo (Top 10)
| Pos. | Corridore           | Squadra       | Tempo    |
| ---- | ------------------- | ------------- | -------- |
| 1    | Denis Flahaut       | Jartazi       | 4h11'06" |
| 2    | Stefan van Dijk     | Wiesenhof     | s.t.     |
| 3    | Matthew Goss        | Team CSC      | s.t.     |
| 4    | Graeme Brown        | Rabobank      | s.t.     |
| 5    | Paul Van Schalen    | Ubbink-Syntec | s.t.     |
| 6    | Steffen Radochla    | Wiesenhof     | s.t.     |
| 7    | Wouter Weylandt     | Quick Step    | s.t.     |
| 8    | Sven Vanthourenhout | Sunweb        | s.t.     |
| 9    | Roy Curvers         | Time          | s.t.     |
| 10   | Roy Sentjens        | Predictor     | s.t.     |